# Константин II (антипапа)
Константин II — антипапа, родом из богатого римского рода. Был последним несвященником, избранным папой до рукоположения. Он был свергнут в результате вмешательства лангобардов и подвергнут пыткам, а затем осуждён на Латеранском соборе 769 года. 

## Биография
Его брат, герцог Тото, сразу же после смерти папы Павла I, когда различные фракции боролись за назначение своих кандидатов на пост папы, силой посадил его на папский престол. Константин, хотя и был мирянином, но был поддержан группой тосканских дворян, обеспечивших его избрание. Поскольку Константин всё ещё был мирянином, его нужно было оперативно рукоположить в сан диакона и священника, а затем посвятить в епископа. Хотя это и осуждалось каноническим правом, такая практика в то время была далеко не новой. Поэтому, в сопровождении группы вооружённых людей, его препроводили в Латеранский дворец, где вынудили Георгия, епископа Палестрины, рукоположить Константина. Так простого землевладельца римское духовенство посвятило сначала в иподиаконы, затем в диаконы. Герцог силой заставил присягнуть римлян Константину. 5 июля 767 года в базилике Св. Петра Константин был посвящён в папы. 
Попытки папы наладить контакты с королём франков Пипином Коротким окончились неудачей (в письме Константина Пипину говорилось, что, вопреки его желанию, он был возведен на апостольский престол «народом Рима и прилегающих к нему городов», и что он надеется на продолжение дружбы, которая оказывалась обоим его предшественникам, но Пипин проигнорировал это и последующее послание). 12 августа Константин получил письмо, адресованное его предшественнику Павлу, от всех восточных патриархов, кроме патриарха Константинопольского. Лангобарды устроили заговор с конкурентами Константина, примицерием Христофором и его сыном Сергием, казначеем Римской церкви, которые под клятвой были отпущены из Рима 10 апреля 768 года. Они подвели войско к Риму, и герцог Тото 28 июля 768 года был убит заговорщиками в стычке на улицах города. Лангобарды попытались поставить своего собственного кандидата, священника по имени Филипп, но тот в тот же день был свергнут местными властями, которые затем избрали церковника Стефана. Брат Пассивус поспешил предупредить Константина о необходимости бежать, и они заперлись в часовне, пока их не обнаружили и там римские офицеры.
На короткое время Константин сохранил некоторую поддержку за пределами города, что привело к продолжению конфликта. Константин бежал из Латерана, но был пойман и заключён; герцог Грациоз настиг его и выколол ему глаза. Константина вывели из тюрьмы, посадили на лошадь и провезли по городу на женском седле среди глумящейся толпы, после чего поместили в монастырь в строгом заключении.  6 августа Константин был доставлен в Латеранскую базилику и канонически разжалован. 

12 апреля 769 года на Латеранском соборе, прошедшем под руководством нового папы Стефана III (IV), Константин был осуждён (и, согласно «ЭСБЕ», ослеплён, но на деле узник предстал перед собором уже ослеплённым). Константин ответил, что его заставили взять на себя эту роль, поскольку римский народ искал кого-то, кто мог бы решить проблемы, оставленные папой Павлом I. Он согласился с обвинениями и отдался на милость синода, однако на следующий день он отказался от своего признания, утверждая, что его действия ничем не отличались от других папских выборов в прошлом:
Я не сделал ничего, братья мои, чего нельзя было бы оправдать недавними примерами. Сергий, мирянин, как и я, был посвящен в митрополита Равенны; мирянин Стефан даже был рукоположен в епископа Неаполитанского... 
Разгневанный его аргументами, синод приказал избить Константина, вырвать ему язык и отлучить его от Церкви. Затем деяния и постановления Константина были публично сожжены перед всем синодом. Он был возвращен в свой монастырь, и никаких дальнейших упоминаний о нем не известно. Возможно, был убит лангобардами в монастыре Сан-Саба (Рим).